# Kalo Pothi
Kalo Pothi (no Brasil, Nas Estradas do Nepal) é um filme de drama nepalês de 2015 dirigido e escrito por Min Bahadur Bham, o qual conta a jornada de dois amigos, Prakash e Kiran, que são de castas diferentes. Exibido originalmente no Festival de Veneza, foi selecionado como representante de seu país ao Oscar de melhor filme estrangeiro em 2017.

## Elenco
- Khadka Raj Nepali - Prakash
- Sukraj Rokaya - Kiran
- Jit Bahadur Malla - Pai de Prakash
- Benisha Hamal - Irmã de Kiran
- Hansa Khadka - Irmã de Prakash
- Nanda Prashad Khatri
- Bipin Karki
- Pravin Khatiwada